# Brian Kerwin
Brian Kerwin (Chicago, 25 oktober 1949) is een Amerikaans acteur.

## Biografie
Kerwin is in 1990 getrouwd en heeft hieruit drie kinderen, en leeft nu met zijn gezin in New York.

## Filmografie

### Films
Selectie:
- 2011 The Help – als Robert Phelan
- 2008 27 Dresses – als Hal
- 2004 Debating Robert Lee – als Gary Mann
- 1996 Jack – als Brian Powell
- 1996 Getting Away with Murder – als Marty Lambert
- 1995 Gold Diggers: The Secret of Bear Mountain – als Matt Hollinger
- 1986 King Kong Lives – als Hank Mitchell

### Televisieseries
Uitgezonderd eenmalige gastrollen.
- 2014 - 2015 The Knick - als Corky - 4 afl.
- 2015 Hindsight - als Lincoln - 5 afl.
- 2012 The Client List - als Garrett Landry – 3 afl.
- 2007 – 2011 One Life to Live – als Charlie Banks – 305 afl.
- 2007 Big Love – als Eddie – 4 afl.
- 2006 Desperate Housewives – als Harvey Bigsby – 2 afl.
- 2005 Nip/Tuck – als Eugene Alderman – 4 afl.
- 2004 The West Wing – als Ben Dryer – 3 afl.
- 2001 Frasier – als Bob – 2 afl.
- 1999 – 2001 Beggars and Choosers – als Rob Malone – 42 afl.
- 1993 Angel Falls – als Eli Harrison - ? afl.
- 1990 Roseanne – als Gary Hall – 4 afl.
- 1986 St. Elsewhere – als Terence O'Casey – 2 afl.
- 1982 The Blue and the Gray – als Malachy Hale – 3 afl.
- 1979 – 1981 The Misadventures of Sheriff Lobo – als Birdwell Hawkins – 38 afl.
- 1979 B.J. and the Bear – als Birdwell Hawkins – 3 afl.
- 1979 The Chisholms – als Gideon Chisholm – 2 afl.
- 1976 – 1977 The Young and the Restless – als Greg Foster - ? afl.

## Theaterwerk opBroadway
- 2007 – 2009 August: Osage County – als Steve Heidebrecht
- 2005 After the Night and the Music – als Mel / Ron
- 1997 The Little Foxes – als Oscar Hubbard

- Biblioteca Nacional de España: XX1343569
- Bibliothèque nationale de France: cb141931749 (data)
- Gemeinsame Normdatei: 1293212962
- International Standard Name Identifier: 0000 0001 1447 9647
- Library of Congress Control Number: no2006001355
- Nationale Bibliotheek van Israël: 987007336956605171
- SNAC: w6hg0nnp
- Virtual International Authority File: 74062256
- WorldCat: E39PBJp9qpyXGHpvCF8w9WrjG3